# Breaking Heart
Breaking Heart는 티아라의 1집 Absolute First Album의 리패키지 앨범이다. 한정판과 일반판 2가지로 제작되었다. 우선 3월 3일 한정판이 오프라인으로 발매되었고 사진집 형식의 앨범이다. 일반판은 3월 8일 오프라인 발매된다.

## 수록곡
1. 너 때문에 미쳐
2. 내가 너무 아파
3. One&One
4. 처음처럼
5. Bo Peep Bo Peep
6. Tic Tic Toc
7. Bye Bye
8. Apple Is A
9. Falling U
10. 너너너
11. 거짓말 (Dance Ver.)
12. T.T.L(Time To Love)
13. 거짓말 (Slow Ver.)
14. TTL Listen.2
15. 좋은 사람
16. 놀아볼래?